# Титов, Пётр Павлович
Пётр Па́влович Тито́в (24 октября [5 ноября] 1800 — 25 апреля [7 мая] 1878; Москва, Российская империя) — поручик русской армии, декабрист (член Северного общества). Участник Заграничного похода (1815) и Русско-турецкой войны (1828—1829). Отставной статский советник.

## Биография
П. П. Титов родился 24 октября 1800 года. Из дворян Рязанской губернии. Отец — Павел Петрович (1759 — после 1811) — спасский уездный предводитель дворянства Рязанской губернии, секунд-майор. Мать — Елизавета Васильевна (в девич. Дашкова, сестра министра юстиции Д. В. Дашкова). Брат — Владимир (1807—1891) — писатель, дипломат, действительный тайный советник.
Воспитывался П. П. Титов в Московском учебном заведении для колонновожатых. 22 июня 1815 года вступил в службу юнкером в 23-ю артиллерийскую роту. В том же году участвовал в заграничном походе русской армии. 13 февраля 1816 года был произведён в портупей-прапорщики, а 22 марта 1817 — в прапорщики. 16 мая 1819 года его перевели в Орденский кирасирский полк. 14 ноября того же года П. П. Титову был присвоен чин поручика, а 12 января 1820 он был назначен адъютантом к главнокомандующему 1-й армией генерал-фельдмаршалу Ф. В. Остен-Сакену. 14 апреля 1821 года был переведён в лейб-гвардии Кирасирский полк.
В 1824 году полковник М. М. Нарышкин, с которым П. П. Титов в своё время учился в Училище колонновожатых, принял его в Северное тайное общество. После Восстания 14 декабря 1825 года декабристов 30 декабря 1825 вышел приказ об аресте П. П. Титова. 2 января 1826 года он был арестован в Могилеве. 6 января его доставили в Санкт-Петербург и заключили на главную гауптвахту. В тот же день П. П. Титова перевели в Петропавловскую крепость с предписанием «посадить под арест по усмотрению» в № 9 Никольской куртины.
15 июня 1826 года было Высочайше повелено П. П. Титова «продержав ещё 3 месяца в крепости, выписать тем же чином в дальний гарнизон и ежемесячно доносить о поведении». Приказом от 7 июля он был переведён в Омский гарнизонный полк, 14 апреля 1827 — во Владикавказский гарнизонный полк, а 3 марта 1828 — в 13-й егерский полк. В составе этого полка П. П. Титов участвовал в Русско-турецкой войне 1828—1829 годов. В сражении под Варной в 1828 году он был дважды ранен. За отличие в нём П. П. Титов получил монаршее благоволение и награждён орденом Св. Анны 3-й степени с бантом (28.9.1828).
9 ноября 1831 года П. П. Титов, состоя в войсках военного поселения, по состоянию здоровья (из-за ран) был уволен с военной службы с мундиром и позволением впоследствии вступить на гражданскую службу с установлением тайного надзора, после чего поселился у родителей в Рязанской губернии. 29 ноября 1832 года его определили чиновником по особым поручениям при новороссийском и бессарабском генерал-губернаторе генерале от инфантерии графе М. С. Воронцове. Впоследствии П. П. Титов был переименован в губернские секретаря. 9 июля 1837 года по особому ходатайству М. С. Воронцова было Высочайше разрешено перевести П. П. Титов за выслугу в следующий чин и «впредь принадлежность к тайному обществу не считать преградой в дальнейшем ходе службы».
9 июля 1837 года по собственному прошению П. П. Титов был уволен с гражданской службы с производством в коллежские асессоры. В 1837 году активно участвовал в борьбе с чумой. 9 ноября 1838 года вновь вступил на гражданскую службу с чином, который получил при отставке (награда за борьбу с чумой). С 9 января 1839 года являлся непременным членом Одесского строительного комитета. С 20 января 1848 года — коллежский советник. В 1853 году был уволен от службы с чином статского советника.
П. П. Титов умер в Москве 25 апреля 1878 года. Был похоронен в Новоспасском монастыре (могила не сохранилась).

## Семья
Жена — фрейлина Юлия Михайловна Левицкая, дочь генерала от инфантерии М. И. Левицкого.
Дети:
- Михаил (род. 5.9.1840)
- Павел (род. 30.5.1842)